# Michael Haneke
Michael Haneke (ur. 23 marca 1942 w Monachium) – austriacki reżyser i scenarzysta nominowany do Oscara za reżyserię filmu Miłość, dwukrotny laureat Złotej Palmy dla najlepszego filmu na Festiwalu Filmowym w Cannes za obrazy Miłość oraz Biała wstążka oraz Europejskiej Nagrody Filmowej. Ponadto twórca takich dzieł jak Funny Games, Pianistka i Ukryte.

## Filmografia

### reżyser
- 1974: After Liverpool
- 1976: Sperrmüll
- 1976: Drei Wege zum See
- 1979: Lemminge, Teil 1 Arkadien
- 1979: Lemminge, Teil 2 Verletzungen)
- 1983: Variation
- 1984: Wer war Edgar Allan?
- 1986: Fraulein
- 1989: Siódmy kontynent (Der Siebente Kontinent)
- 1991: Nachruf für einen Mörder
- 1992: Wideo Benny’ego (Benny’s Video)
- 1993: Die Rebellion
- 1994: 71 fragmentów (71 Fragmente einer Chronologie des Zufalls)
- 1995: Lumiere i spółka (Lumière et compagnie)
- 1997: Zamek (Das Schloß)
- 1997: Funny Games
- 2000: Kod nieznany (Code inconnu: Récit incomplet de divers voyages)
- 2001: Pianistka (La Pianiste)
- 2003: Czas wilka (Le Temps du loup)
- 2005: Ukryte (Caché)
- 2007: Funny Games U.S.
- 2009: Biała wstążka (Das Weiße Band)
- 2012: Miłość (Amour)
- 2017: Happy End

### scenarzysta
- 1976: Drei Wege zum See
- 1979: Lemminge, Teil 1 Arkadien
- 1979: Lemminge, Teil 2 Verletzungen)
- 1983: Variation
- 1984: Wer war Edgar Allan?
- 1985: Schmutz
- 1986: Fraulein
- 1989: Siódmy kontynent (Der Siebente Kontinent)
- 1991: Nachruf für einen Mörder
- 1992: Benny’s Video
- 1993: Die Rebellion
- 1993: Tatort (serial TV)
- 1994: 71 fragmentów (71 Fragmente einer Chronologie des Zufalls)
- 1995: Der Kopf des Mohren
- 1997: Zamek (Das Schloß)
- 1997: Funny Games
- 2000: Kod nieznany (Code inconnu: Récit incomplet de divers voyages)
- 2001: Pianistka (La Pianiste)
- 2003: Czas wilka (Le Temps du loup)
- 2005: Ukryte (Caché)
- 2007: Funny Games U.S.
- 2009: Biała wstążka (Das Weiße Band)
- 2012: Miłość (Amour)
- 2017: Happy End

## Odznaczenia
- 2010 – Komandor Orderu Sztuki i Literatury (Francja)[1]
- 2012 – Kawaler Legii Honorowej (Francja)[2]
- 2012 – Krzyż Zasługi I Klasy Orderu Zasługi Republiki Federalnej Niemiec (Niemcy)[3]
- 2013 – Odznaka Honorowa za Naukę i Sztukę (Austria)[4]
- 2018 – Order Pour le Mérite (Niemcy)[5]
- 2018 – Order Maksymiliana (Niemcy)[6]
- 2019 – Wielki Krzyż Zasługi z Gwiazdą Orderu Zasługi Republiki Federalnej Niemiec (Niemcy)[7]